# Stigmatophora obraztsovi
Stigmatophora obraztsovi är en fjärilsart som beskrevs av Daniel 1951. Stigmatophora obraztsovi ingår i släktet Stigmatophora och familjen björnspinnare. Inga underarter finns listade i Catalogue of Life.